# Calomicrus foveolatus
Calomicrus foveolatus es un coleóptero de la familia Chrysomelidae.
Fue descrita científicamente por primera vez en 1856 por Rosenhauer.